# Burghölzli

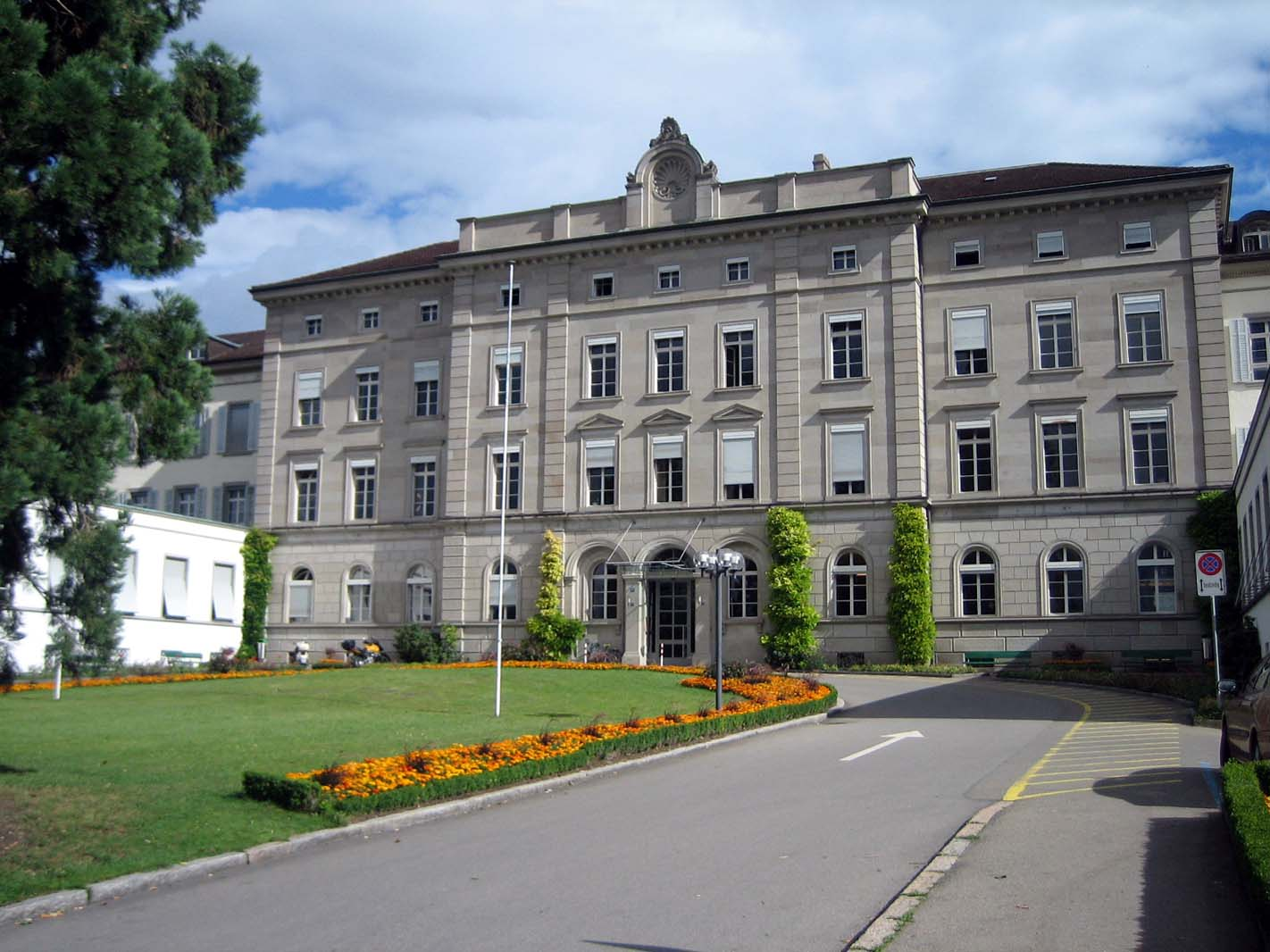
Het hoofdgebouw van de Klinik Burghölzli (2007)

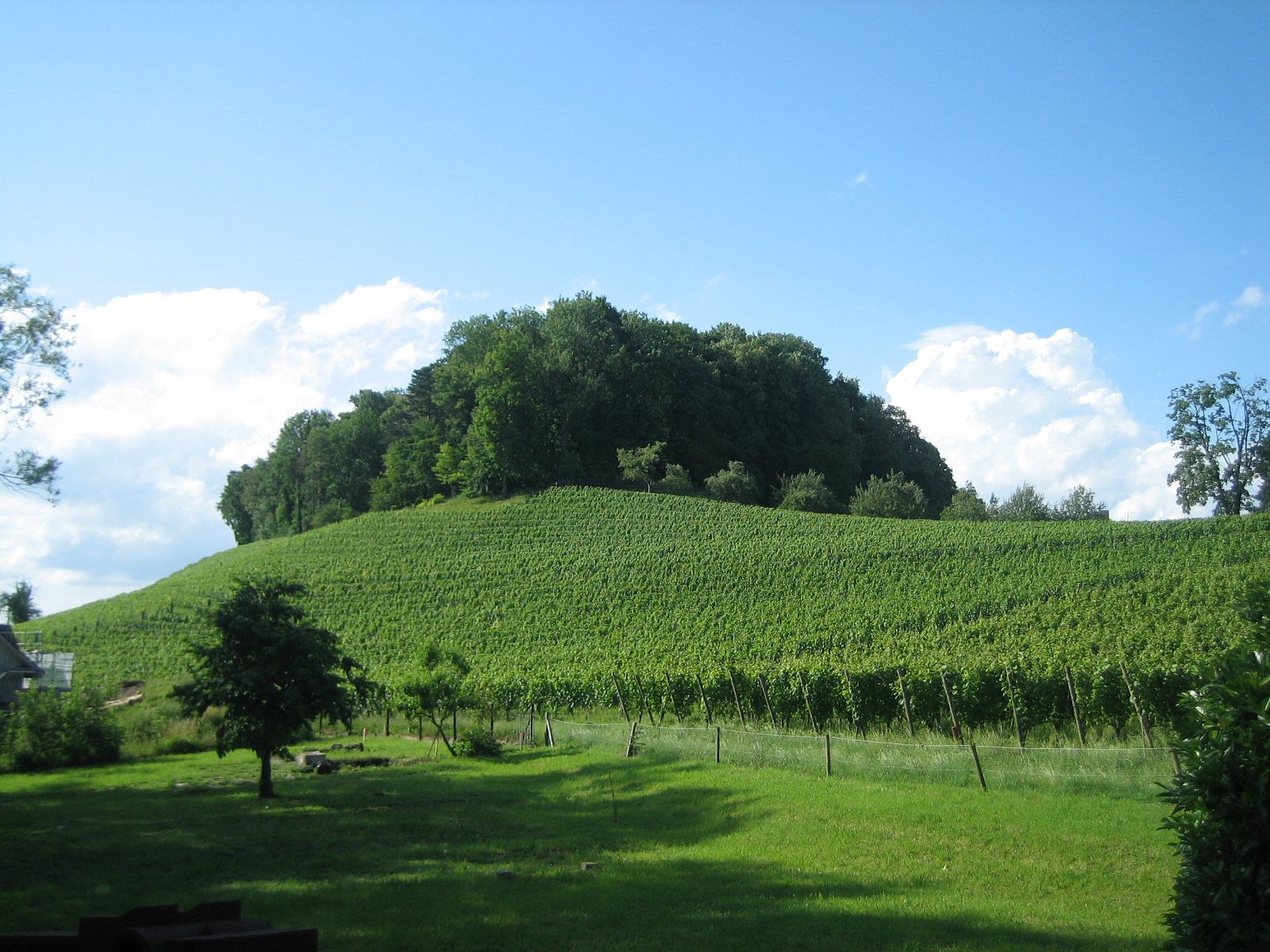
De Burghölzliheuvel, waarnaar de kliniek werd genoemd (2007)

Burghölzli is een psychiatrische kliniek van de Universiteit Zürich in Zwitserland. De naam Burghölzli is afkomstig van de heuvel ten oosten van Zürich waarop de kliniek is gelegen. Aan het einde van de negentiende en het begin van de twintigste eeuw was Burghölzli een toonaangevend centrum in de Europese psychiatrie. De officiële naam van de kliniek is Psychiatrische Universitätsklinik Zürich.

## Geschiedenis
Het initiatief tot oprichting van de kliniek werd genomen door Wilhelm Griesinger, een invloedrijke psychiater die hoopte op de nieuwe locatie psychiatrische patiënten een moderner en menselijker behandeling te kunnen bieden. Griesingers ideeën werden verwezenlijkt nadat de kliniek in 1870 was geopend.
De eerste directeur was de beroemde Duitse psychiater Bernhard von Gudden. Deze legde de basis van de faam van Burghölzli, die later werd uitgebouwd door Auguste Forel (directeur van 1879 tot 1898). Deze begon met hypnose- en arbeidstherapie en zette zich in tegen alcoholmisbruik en voor gelijke behandeling van vrouwen. Zo werd in 1883 de eerste open afdeling voor vrouwen geopend. Forel werd opgevolgd door Eugen Bleuler. Deze was directeur van 1898 tot 1927. Hij is vooral bekend geworden door zijn onderzoek naar schizofrenie en het gebruik van dieptepsychologie als onderdeel van de behandeling. Bleuler was een van de eersten die een systematische classificatie van psychiatrische ziektebeelden opzette. In 1911 werd Burghölzli uitgebreid met een polikliniek.
Andere bekende artsen uit de historie van de kliniek waren Karl Abraham, Ludwig Binswanger, Manfred Bleuler, Eduard Hitzig, Carl Gustav Jung, Franz Riklin, Hermann Rorschach.
Niet alle behandelingen die in het verleden in de kliniek werden uitgevoerd, zullen in de huidige maatschappij nog op instemming kunnen rekenen. Hoewel de benadering van patiënten een veel menselijker en respectvol gezicht had dan in het verleden, hielden Forel en Bleuler zich bezig met gedwongen sterilisatie, eugenetica en rassentheorieën. Bleulers opvolger Hans Wolfgang Maier en Bleulers zoon Manfred hielden zich onder invloed van de nazi's zelfs met rassenhygiëne bezig. Dit deel van het verleden heeft Burghölzli achter zich gelaten en het is nu een kliniek die nog steeds een goede naam heeft, maar zijn leidende positie heeft verloren.